# Serolina granularia
Serolina granularia är en kräftdjursart som beskrevs av Gary C.B. Poore1987. Serolina granularia ingår i släktet Serolina och familjen Serolidae. Inga underarter finns listade i Catalogue of Life.